# Rak (zviježđe)
Rak (lat. Cancer) jedno je od zviježđa zodijaka, pozicionirano između Lava na istoku, Blizanaca na zapadu, Risa na sjeveru i Malog psa te Vodene zmije na jugu. Slabo je vidljivo golim okom. Najzanimljiviji dio zviježđa je skup Jaslice, vidljiv golim okom i nalazi se u središtu zviježđa. Nakupina zvijezda udaljena je 520 svjetlosnih godina, a stara je oko 400 milijuna godina. Skupovi Jaslice i Hijade miču se istom brzinom u istom smjeru.

## Vanjske poveznice
- The Deep Photographic Guide to the Constellations: Cancer